# Lomtjärnen (Voxna socken, Hälsingland, 681325-147615)
Lomtjärnen är en sjö i Ovanåkers kommun i Hälsingland och ingår i Ljusnans huvudavrinningsområde. Lomtjärnen ligger i Ålkarstjärnarna Natura 2000-område.